# Улица Победы (Апатиты)
Улица Победы — улица в Апатитах. Названа так в честь 35-летия разгрома фашистских войск в Заполярье.

## История
Улица строилась в середине 60-х как Восточный проезд в районе Новый город.
В 1980 году, в честь 35-летия изгнания фашистских войск с Кольской земли, Восточный проезд был переименован в улицу Победы.

## Достопримечательности
- Напротив Учебно-Спортивного центра «Атлет» расположен единственный в городе фонтан.
- Лыжный стадион.

## Расположение улицы
Расположена улица на востоке основной части города, проходя с юга на север.
Начинается улица от перекрёстка улиц Бредова, проспекта Сидоренко и улицы Строителей, выходя из неё. Заканчивается, переходя в улицу Северную.

## Пересекает улицы
- ул. Бредова
- ул. Ленина
- ул. Северная (переходит в неё)
- просп. Сидоренко
- ул. Строителей (выходит из неё)
- ул. Фестивальная

## Здания
- № 3а — Апатитский комплексный центр социального обслуживания населения.
- № 4 — Учебно-Спортивный центр «Атлет».
- № 29а — Санаторий «Изовела».

## Транспорт
По улице ходят автобусные маршруты № 8, № 11 и № 12.